# Munkbroleden

Munkbroleden är en trafikled på västra sidan av Gamla stan i Stockholm. Leden sträcker sig från Slussen i söder till Riddarholmsbron i norr. Munkbroleden passerar tre torg: Kornhamnstorg, Mälartorget och Munkbron.

## Historik
Namnet Munkbro- härrör från den bro som förband Stadsholmen med Gråmunkeholmen (nuvarande Riddarholmen) och som kallades Monkabrona år 1462. Förmodligen när Riddarholmens namn slog igenom och bron flyttades längre norrut, kom namnet Munkbron att användas för kajområdet vid Riddarholmskanalens östra sida. 
Munkbroleden byggdes på 1930-talet för att avlasta den ökande fordonstrafiken genom Gamla stan, 1931 fick leden sitt namn för "trafikleden från Munkbron till Riddarhuset". En förbindelse med större trafikkapacitet mellan Stockholms södra och norra stadsdelar skapades först på 1950- och 1960-talen med Centralbron.